# Placa del Mar Egeu

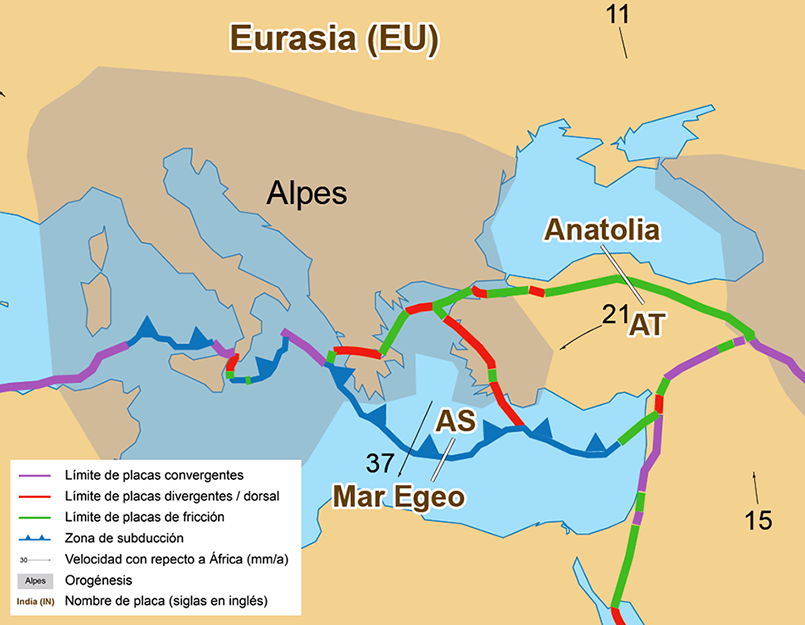
Placa tectònica del Mar Egeu (AS) o placa Hel·lènica

La placa del Mar Egeu o Placa Hel·lènica és una petita placa tectònica ubicada a l'est del Mar Mediterrani sota el sud de Grècia i l'oest de Turquia. El seu límit sud és una zona de subducció al sud de Creta, on la Placa africana és subduïda per sota de la Placa del Mar Egeu. Es considera que és part de la Placa d'Euràsia, i és un límit divergent responsable de la formació del Golf de Corint.